# Montanita
La montanita és un mineral de la classe dels sulfats. S'anomena així per haver estat descoberta a Montana.

## Característiques
La montanita és un sulfat. La seva fórmula química va canviar l'any 2022 de Bi₂(TeO₆)·2H₂O a Bi₂TeO₆·nH₂O, on: 0 ≤ n ≤ 2/3. Segons la classificació de Nickel-Strunz, la montanita pertany a «07.CD - Sulfats (selenats, etc.) sense anions addicionals, amb H₂O, amb cations grans només» juntament amb els següents minerals: matteuccita, mirabilita, lecontita, hidroglauberita, eugsterita, görgeyita, koktaïta, singenita, bassanita, zircosulfat, schieffelinita, guix i omongwaïta.

## Formació i jaciments
Ha estat descrita en tots els continents exeptuant l'Àfrica, l'Amèrica del Sud i l'Antàrtida. Es forma com a producte d'alteració de la tetradimita.